# Лобис, Елизавета Андреевна
Елизаве́та Андре́евна Ло́бис (около 1818 — не позднее 1860 или около 1888, Кавлей) — ардатовская помещица, известная как «Ардатовская Салтычиха».

## Биография
Ранняя биография неизвестна. Была женой помещика деревни Кавлей Ардатовского уезда Нижегородской губернии Акима (Иоакима) Даниловича Лобиса. Не позднее 1831 года деревня перешла в собственность Лобисов, и по состоянию на этот год в ней проживали 203 крепостных и 6 дворовых крестьян.
Уже после смерти мужа, в 1858 году на Елизавету Андреевну в губернское дворянское собрание поступила жалоба от крестьян деревни на несправедливые притеснения со стороны помещицы. В этом году собственности Лобис в деревне Кавлей имелось 340 крестьян, проживавших на 59 дворах, составлявших 77 тягл; в барской собственности было 217 десятин земли (около 236 гектаров), в крестьянской — 693 десятины (755 гектаров). В другой принадлежавшей помещице деревне Четвертово имелось 155 крестьян на 26 дворах, 40 тягл; 465 десятин (507 гектаров) господской и 300 десятин (327 гектаров) крестьянской земли. Вместе с тем, бо́льшую часть хорошей земли забрала себе помещица, оставив крестьянам только расположенные далеко от их домов неудобья. У трети крестьян вообще не было собственных лошадей, то есть они не могли полноценно обрабатывать свою землю.
Губернское дворянское собрание провело расследование и признало жалобу справедливой. В том году большинство помещиков Ардатовского уезда уже перевели собственных крепостных крестьян с барщины на оброк, составлявший от 7  рублей на тягло у Михаила Яковлевича Чаадаева до 25 рублей у наиболее жадных. Лобис также перевела своих крестьян на оброк, но вместе с тем сохранила и барщину, что составляло, по оценкам губернского собрания, в денежном выражении 40 рублей с тягла. В результате, согласно отчёту губернского дворянского собрания, собственного хлеба крестьянам Лобис хватало только до ноября, после чего им приходилось покупать недостающее у помещицы, что ещё более осложняло их финансовое положение. Лобис оправдывалась тем, что её крестьяне «имеют доходы от охоты и ловли зверей, ловли рыбы, пчеловодства, продажи сухих малины и грибов, а также делают сани, телеги, кирпич, пилят лес, да извозом занимаются». Однако дворянское собрание пришло к выводу, что крестьяне деревни Кавлей были «доведены до жалкого состояния» из-за жадности помещицы. Для решения проблемы в 1860 году имение Лобис по «полюбовному согласию» было разделено между шестью её наследниками, а через год в России было отменено крепостное право. За свою жестокость Лобис получила прозвище «Ардатовской Салтычихи».
Дальнейшая судьба помещицы не установлена — по одним данным описанный выше раздел поместья произошёл уже после её смерти (то есть она скончалась не позднее 1860 года), по другим — Лобис прожила до 1888 года.